# Anke Strüver
Anke Strüver (* 20. Februar 1970 in Göttingen) ist Professorin für Sozial- und Wirtschaftsgeographie an der Karl-Franzens-Universität Graz.

## Leben
Anke Strüver studierte von 1990 bis 1992 Theater-, Film- und Fernsehwissenschaften an der Universität Bochum. Anschließend studierte sie von 1993 bis 1999 Geographie mit den Nebenfächern Ethnologie und Politische Wissenschaften an der Universität Hamburg; im Jahr 2004 erfolgte ihre Promotion. Es folgten verschiedene Dozenturen und Gastprofessuren, bis Anke Strüver im August 2010 eine Professur für Sozial- und Wirtschaftsgeographie an der Universität Hamburg annahm. 2018 wechselte sie an die Karl-Franzens-Universität Graz.

## Forschungsschwerpunkte
- Linguistic, Semiotic, Cultural, Representational, Geographie, Kultur- und Filmwissenschaften
- Grenzen und Migration in Europa
- Identitäts- und Subjekt-Theorien
- Handlungs-, Praxis-/ Performanz- und Alltags-Theorien
- Smart Cities